# 미나미이리소 신호장
미나미이리소 신호장(일본어: 南入曽信号場, みなみいりそしんごうじょう)은 일본 사이타마현 도코로자와시에 있는 신호장이다.
근처에 미나미이리소 차량기지가 있다.

## 역사
- 1969년 9월 26일: 신호장으로 사용 개시.